# Stekelkamgras
Stekelkamgras (Cynosurus echinatus) is een eenjarige plant die behoort tot de grassenfamilie (Gramineae of Poaceae). De soort komt van nature voor in het Middellandse Zeegebied, Zuid-Europa en aangrenzend Azië. Het aantal chromosomen is 2n = 14.
De polvormende plant wordt 20–60 cm hoog en heeft rechtopstaande, meestal onderaan vertakte en van boven kale stengels, die 2-4 kale knopen hebben. Het vlakke blad is 5–20 cm lang en 3–9 mm breed en erg ruw. De bladscheden zijn kaal. De bovenste bladschede is opgeblazen. Het tongetje is 5–10 mm lang.
Stekelkamgras bloeit in juni en juli. De ovale, eenzijdige bloeiwijze is een 1–6 cm lange en 1–2 cm brede aarpluim. Het fertiele, 8–14 mm lange en zijdelings samengedrukte aartje heeft 2-5 bloemen. De lancet-lijnvormige, zilvervliezige kelkkafjes van de fertiele aartjes zijn 6–12 mm lang. Het 5-6,5 mm lange onderste kroonkafje heeft vijf nerven en een 6–20 mm lange, dunne, rechte kafnaald. Het bovenste kroonkafje heeft twee nerven. Een fertiel aartje staat altijd naast een gesteeld, steriel aartje. Het steriele, 7–13 mm lange aartje heeft 6-10, 2,5–5 mm lange kelkkafjes met 1,4–3 mm lange kafnaalden en even zoveel onderste kroonkafjes. De drie helmknoppen zijn 2 à 3 mm lang.
De vrucht is een 3–4 mm lange graanvrucht.

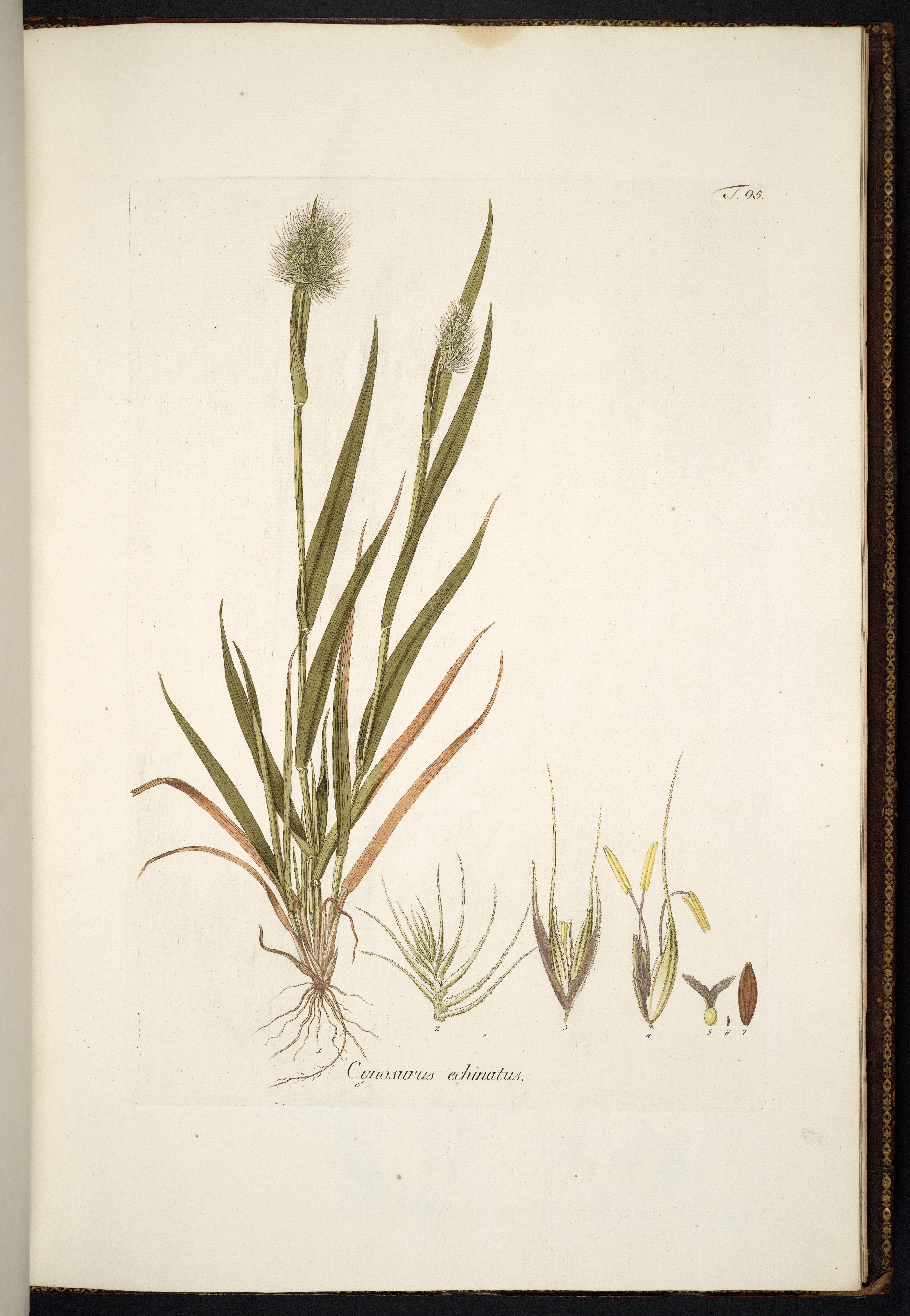
Illustratie
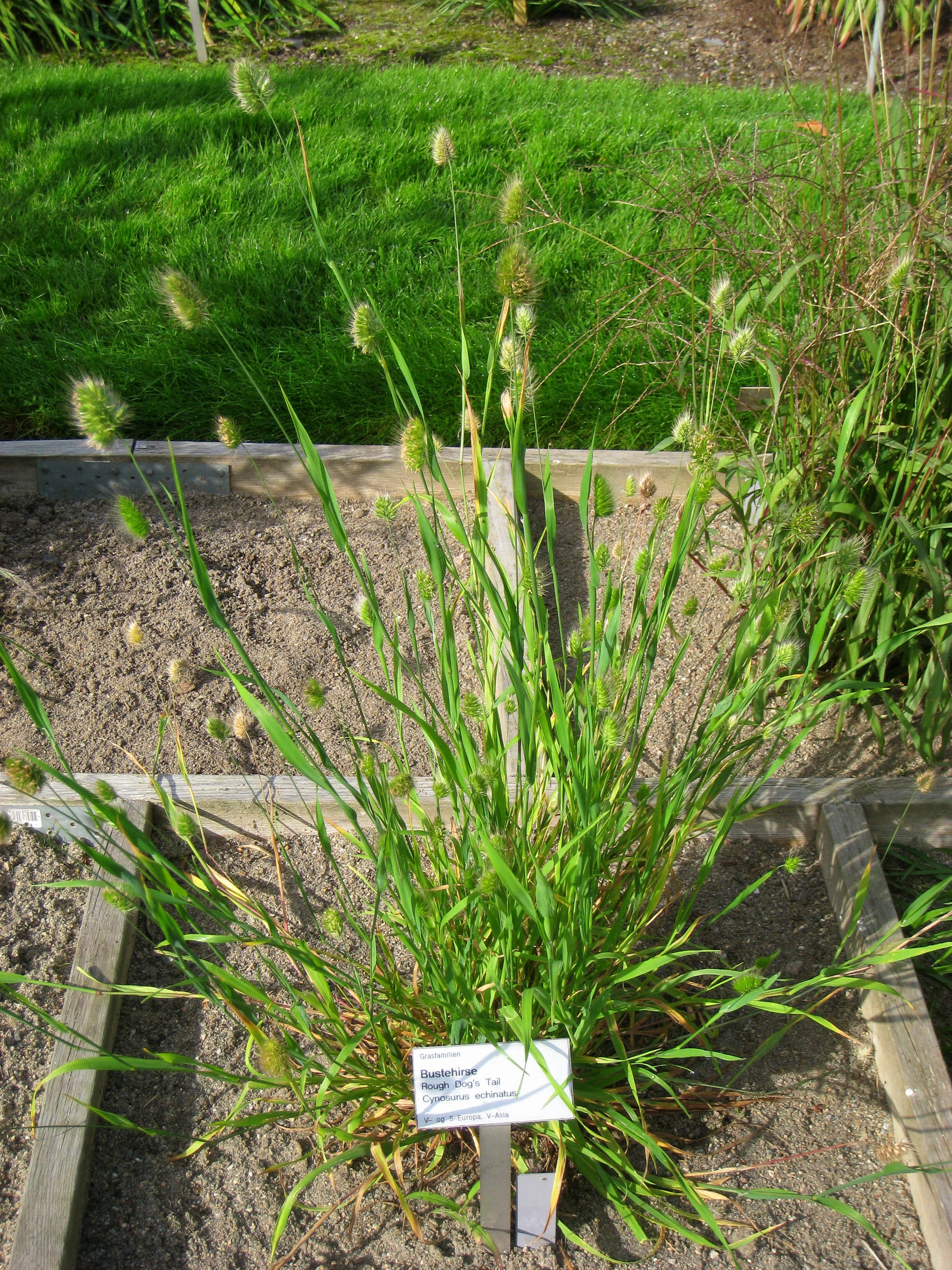
Plant
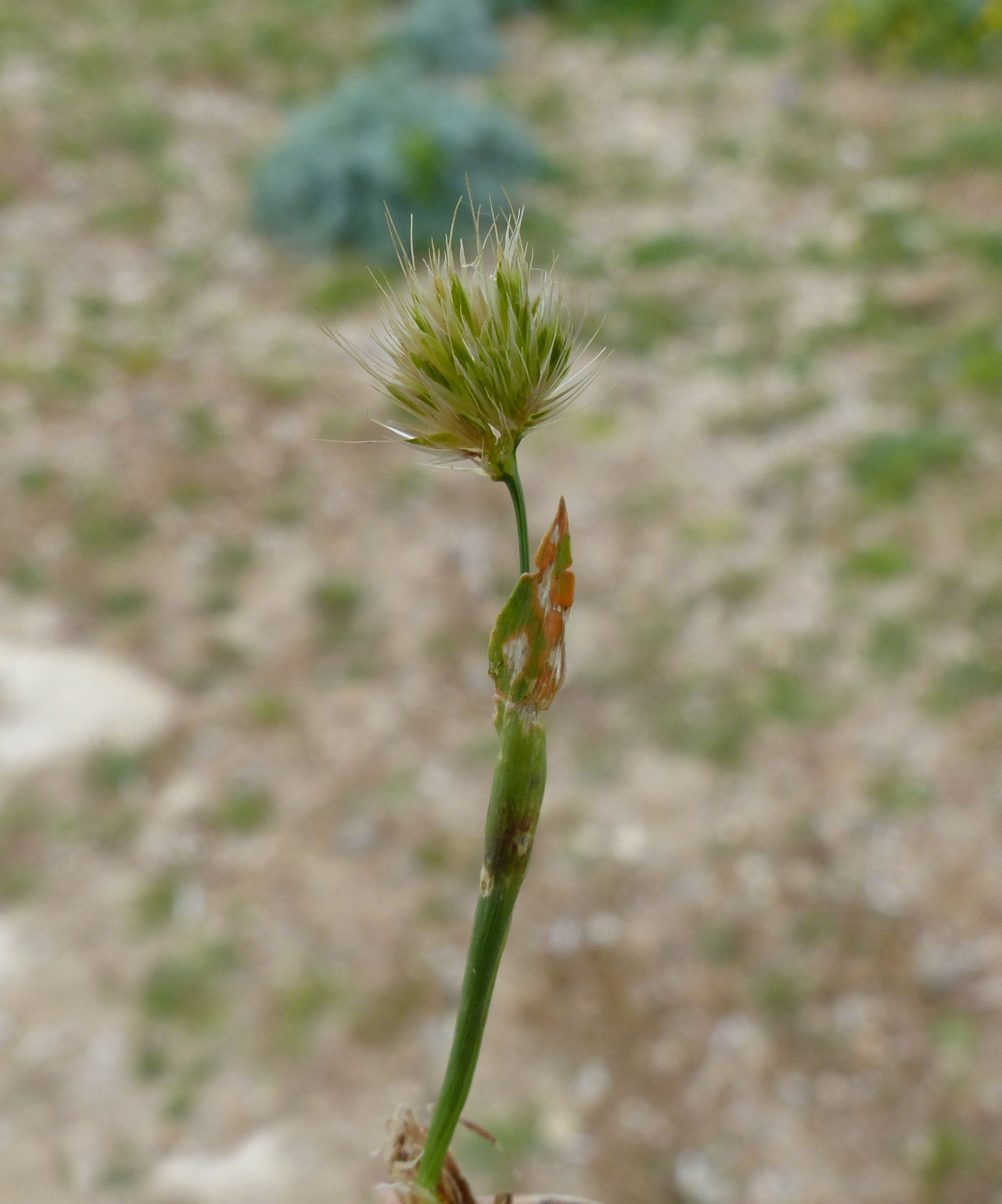
Opgeblazen bladschede
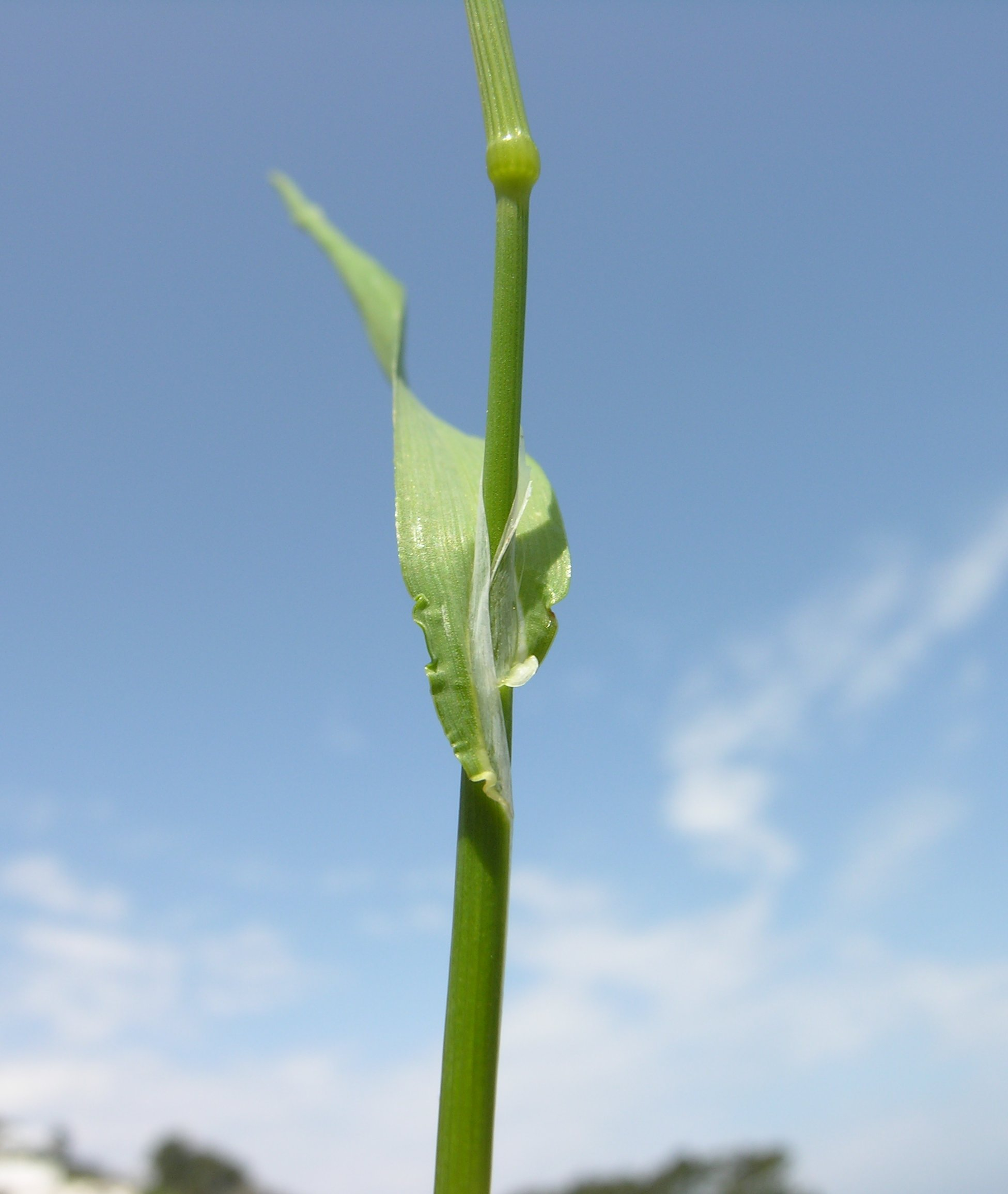
Tongetje
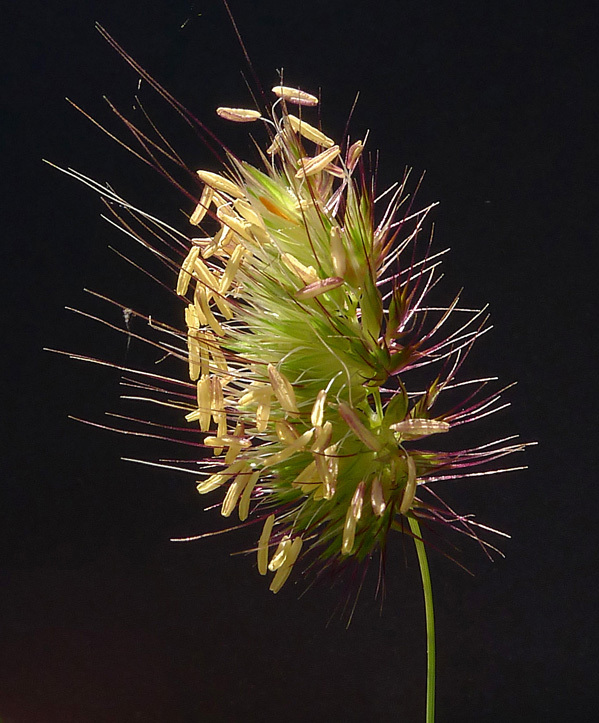
Bloeiwijze
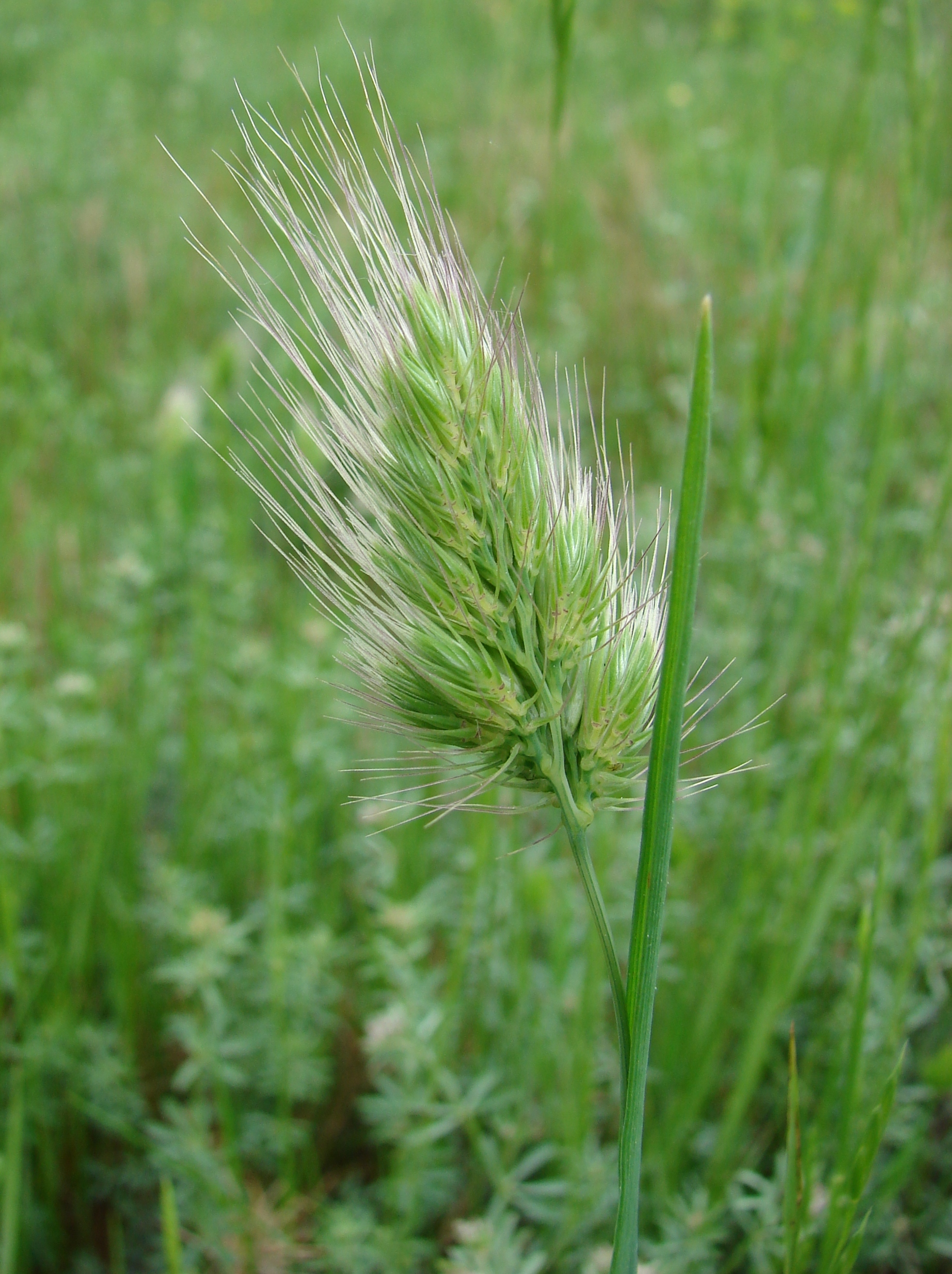
Bloeiwijze
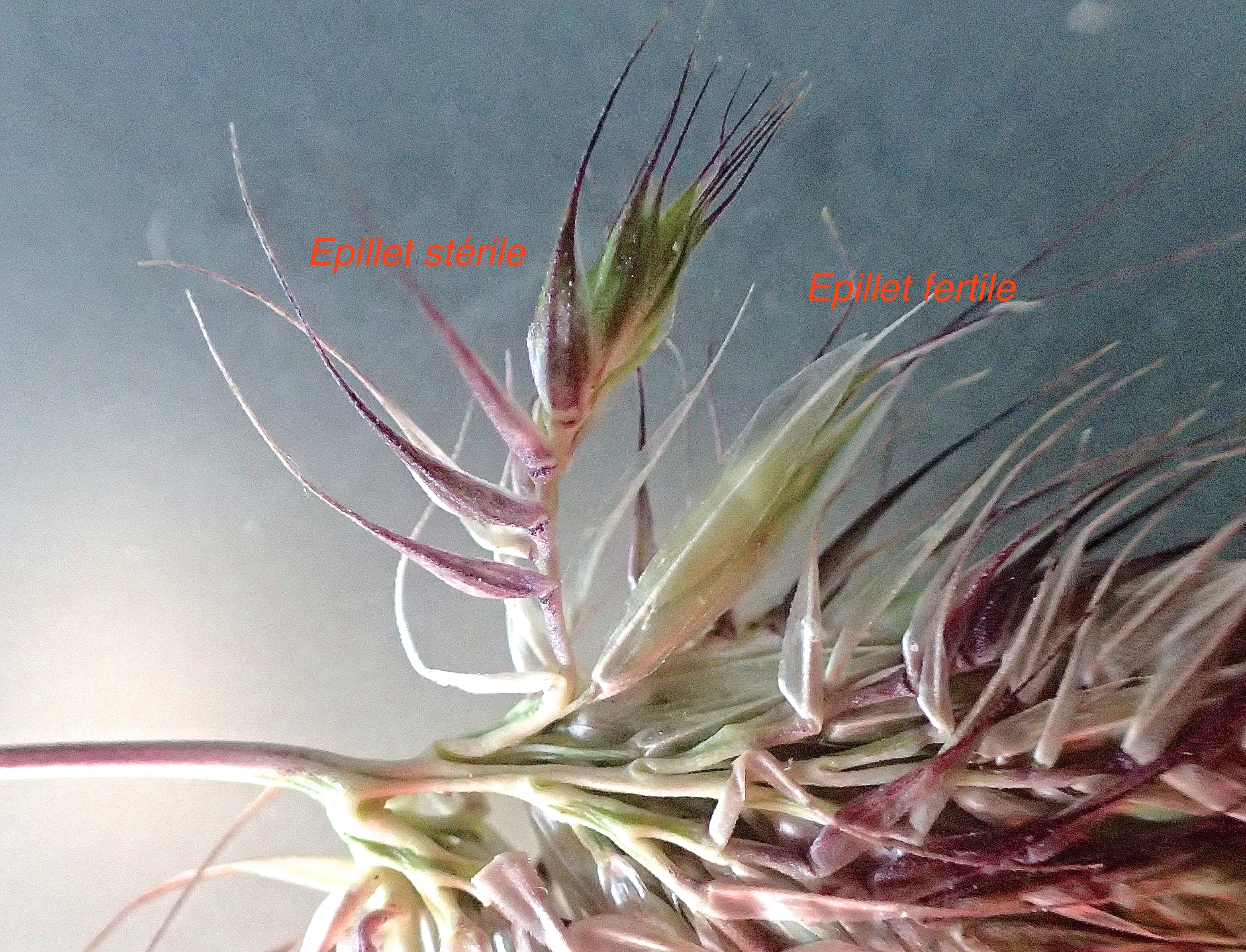
Fertiel en steriel aartje
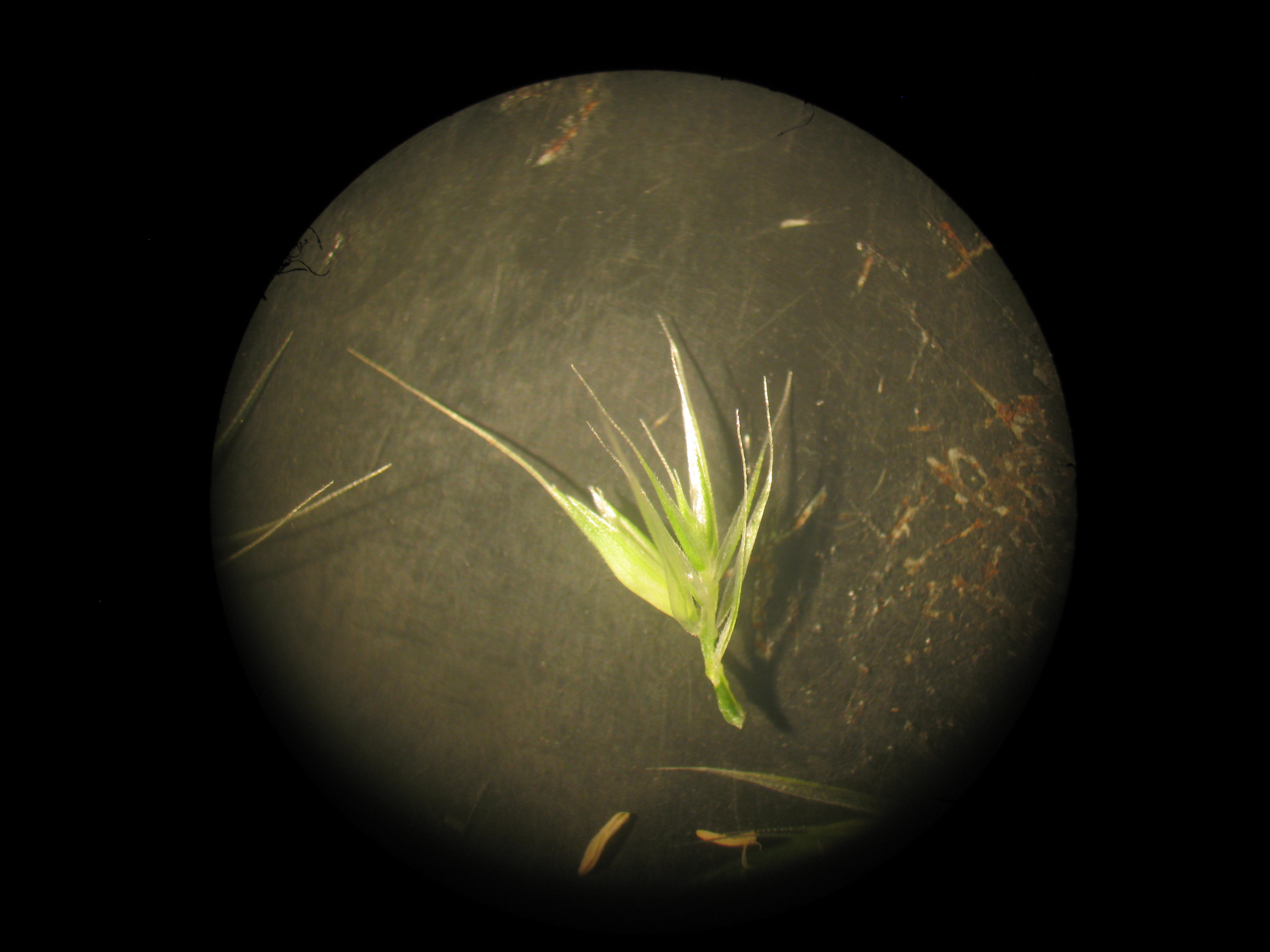
Fertiel en steriel aartje

Stekelkamgras staat op een vochtige tot droge, warme en voedselrijke, stikstofarme tot stikstofrijke, vaak stenige, ruderale en omgewerkte bodem die uit allerlei grondsoorten kan bestaan. De eenjarige plant is te vinden in ruigten en bermen, langs duin- en heidepaden, op akkers (m.n. bollenvelden), op spoor- en haventerreinen, op goederenoverslagbedrijven en stortplaatsen, verder op allerlei andere ruderale plekken. De soort is als verontreiniging in graan, wol en vogelvoer op tal van plaatsen terecht gekomen. Ook wordt ze als sierplant (droogboeketten) toegepast. Ze vertoont vaak een invasief karakter en is moeilijk te bestrijden omdat ze resistent is tegen herbiciden. Stekelkamgras is verspreid door heel Nederland aangetroffen. De soort heeft een onmiskenbaar uiterlijk door haar opgeblazen, bovenste bladschede en de eenzijdige, eivormige tot lancetvormige bloeipluim met lange kafnaalden.